# Phaenolobus cornutus
Phaenolobus cornutus är en stekelart som beskrevs av Viktorov 1962. Phaenolobus cornutus ingår i släktet Phaenolobus och familjen brokparasitsteklar. Inga underarter finns listade i Catalogue of Life.